# Anfós blau
L'anfós blau (Epinephelus cyanopodus) és una espècie de peix de la família dels serrànids i de l'ordre dels perciformes.

## Morfologia
Els mascles poden assolir els 122 cm de longitud total.

## Distribució geogràfica
Es troba al Pacífic occidental.